# 譜名
譜名，特指一個人在族譜上登記的姓名。「譜名」代表宗族地位與輩份，須依照宗族的慣例取名，譜名的一個字大多會由族譜規定。即所謂「字輩」。
譜名與本名意義不同，很多人另有本名。如孫文譜名德明、鄧小平譜名先聖、蔣中正譜名周泰。